# OSCA 4500G
OSCA 4500G (tudi OSCA Tipo G 4500) je dirkalnik Formule 1 italijanskega konstruktorja O.S.C.A. za sezono 1951. Po propradlem dogovoru s princem Biro, je bil dirkalnik uporabljen le na prvenstveni dirki za Veliko nagrado Italije, kjer je Franco Rol dosegel deveto mesto. Dirkalnik je bil opremljen s 60 stopinjskim 4,472 literskim motorjem V12 lastne izdelave, ki je lahko razvil moč 330 KM (246 KW) pri 6200 rpm, kar je omogočalo najvišjo hitrost 260 km/h. V naslednji sezoni 1952 zaradi sprememb pravil dirkalnik ni več smel dirkati v Formuli 1, zato je bil prodan v Avstralijo, kjer je bil uporabljen na več dirkah tipa Formula Libre. Konec petdesetih let se je vrnil v Evropo in po menjavi več lastnikov, ga je kupil Tom Wheatcroft, ustanovitelj dirkaškega muzeja Donington Grand Prix Exhibition, kjer je dirkalnik razstavljen.